# Oluf Nielsen
Pour les articles homonymes, voir Nielsen.
Oluf August Nielsen, né le 24 avril 1838 et mort le 5 janvier 1896, est un historien, bibliothécaire et archiviste danois.

## Biographie
Né le 24 avril 1838, Oluf August Nielsen est le fils d'August Carl Nicolai Nielsen. Après avoir obtenu son diplôme en 1857, il se lance dans des études d'histoire ancienne nordique, de linguistique ainsi que de littérature.
En 1863 il devient assistant aux Archives nationales et se voit confier par l'état-major général le travail d'orthographe des noms sur les nouvelles cartes de l'état-major. Lorsqu'il est accepté peu après comme collaborateur pour la publication de l'index des Scriptores rerum Danicarum de Jacob Langebek, il est entraîné dans l'étude du Moyen Âge et de l'histoire domestique, qui l'occupe tout particulièrement.
En 1867, il soutient son doctorat en philosophie avec la thèse Bidrag til Oplysning om Sysselinddeling i Danmark. À partir du 1er janvier 1869, il est nommé archiviste aux archives de la mairie de Copenhague; à partir de 1885, il est également bibliothécaire en chef des collections de la bibliothèque publique de la commune de Copenhague. Après une courte maladie, il meurt le 5 janvier 1896.

## Distinctions
- Chevalier de l'ordre de Dannebrog